# Malaysia Open/Herreneinzel
Folgend die Sieger und Finalisten der Malaysia Open im Badminton im Herreneinzel.
| Jahr        | Sieger             | Finalist                    | Ergebnis                |
| ----------- | ------------------ | --------------------------- | ----------------------- |
| 1937        | A. S. Samuel       | Seah Eng Hee                | 15-1, 13-18, 18-13      |
| 1938        | Tan Chong Tee      | Wong Peng Soon              | 15–2, 9–15, 15–11       |
| 1939        | Seah Eng Hee       | Tan Chong Tee               | 15-8, 17-15             |
| 1940        | Wong Peng Soon     | Ooi Teik Hock               | 15-1, 15-7              |
| 1941        | Wong Peng Soon     | S. A. Durai                 | 15-3, 15-3              |
| 1942 – 1946 | nicht ausgetragen  | nicht ausgetragen           | nicht ausgetragen       |
| 1947        | Wong Peng Soon     | Lim Kee Fong                | 15-8, 15-12             |
| 1948        | Ooi Teik Hock      | Lim Kee Fong                | 15-6, 15-6              |
| 1949        | Wong Peng Soon     | Ooi Teik Hock               | 15-6, 15-10             |
| 1950        | Wong Peng Soon     | Ooi Teik Hock               | 15-13, 15-4             |
| 1951        | Wong Peng Soon     | Law Teik Hock               | 15-3, 15-6              |
| 1952        | Wong Peng Soon     | Abdullah Piruz              | 15-8, Aufgabe           |
| 1953        | Wong Peng Soon     | Lim Koon Yam                | 15-5, 15-3              |
| 1954        | Ong Poh Lim        | Ooi Teik Hock               | 9-15, 15-1, 15-7        |
| 1955        | Ferry Sonneville   | Jørn Skaarup                | 15-5, 15-4              |
| 1956        | Ong Poh Lim        | Eddy Yusuf                  | 15-8, 15-12             |
| 1957        | Eddy Choong        | Abdullah Priuz              | 15–6, 15–3              |
| 1958        | Charoen Wattanasin | Teh Kew San                 | 15–9, 15–4              |
| 1959        | Charoen Wattanasin | Teh Kew San                 | 15-11, 15-12            |
| 1960        | Eddy Choong        | Eddy Yusuf                  | 15–13, 15–9             |
| 1961        | Jim Poole          | Bill W. Berry               | 15-11, 18-14            |
| 1962        | Charoen Wattanasin | Channarong Ratanaseangsuang | 15-4, 7-15, 15-8        |
| 1963        | Yew Cheng Hoe      | Sangob Rattanusorn          | 15-9, 15-1              |
| 1964        | Billy Ng           | Tan Aik Huang               | 4–15, 15–12, 15-10      |
| 1965        | Tan Aik Huang      | Yew Cheng Hoe               | 15–8, 15–9              |
| 1966        | Tan Aik Huang      | Ang Tjin Siang              | 15-12, 15-5             |
| 1967        | Erland Kops        | Darmadi                     | 15-10, 15-3             |
| 1968        | Tan Aik Huang      | Ippei Kojima                | 15-4, 13-15, 15-6       |
| 1969 – 1982 | nicht ausgetragen  | nicht ausgetragen           | nicht ausgetragen       |
| 1983        | Liem Swie King     | Hastomo Arbi                | 15-1, 15-11             |
| 1984        | Icuk Sugiarto      | Morten Frost                | 15-9, 15-4              |
| 1985        | Misbun Sidek       | Michael Kjeldsen            | 18-16, 15-6             |
| 1986        | Zhao Jianhua       | Misbun Sidek                | 15-10, 15-13            |
| 1987        | Yang Yang          | Steen Fladberg              | 4-15, 15-10, 15-7       |
| 1988        | Xiong Guobao       | Wu Wenkai                   | 11-15, 15-6, 15-2       |
| 1989        | Xiong Guobao       | Zhao Jianhua                | 15–12, 15–3             |
| 1990        | Rashid Sidek       | Foo Kok Keong               | 18-17, 15-6             |
| 1991        | Rashid Sidek       | Foo Kok Keong               | 15-4, 15-5              |
| 1992        | Rashid Sidek       | Thomas Stuer-Lauridsen      | 15-5, 15-7              |
| 1993        | Ardy Wiranata      | Heryanto Arbi               | 11-15, 15-5, 17-14      |
| 1994        | Joko Suprianto     | Rashid Sidek                | 15-3, 15-5              |
| 1995        | Alan Budikusuma    | Ardy Wiranata               | 15-5, 15-8              |
| 1996        | Ong Ewe Hock       | Indra Wijaya                | 1-15, 15-1, 15-7        |
| 1997        | Hermawan Susanto   | Peter Gade                  | 15-11, 15-11            |
| 1998        | Peter Gade         | Jeffer Rosobin              | 15-5, 15-12             |
| 1999        | Luo Yigang         | Wong Choong Hann            | 17-16, 17-15            |
| 2000        | Taufik Hidayat     | Xia Xuanze                  | 15-10, 17-14            |
| 2001        | Ong Ewe Hock       | Rony Agustinus              | 3-7, 7-2, 7-0, 6-8, 7-1 |
| 2002        | James Chua         | Ong Ewe Hock                | 15-10, 15-6             |
| 2003        | Chen Hong          | Lee Chong Wei               | 15-9, 15-5              |
| 2004        | Lee Chong Wei      | Park Sung-hwan              | 15-13, 15-12            |
| 2005        | Lee Chong Wei      | Lin Dan                     | 17-15, 9-15, 15-9       |
| 2006        | Lee Chong Wei      | Lin Dan                     | 21-18, 18-21, 23-21     |
| 2007        | Peter Gade         | Bao Chunlai                 | 21-15, 17-21, 21-14     |
| 2008        | Lee Chong Wei      | Lee Hyun-il                 | 21-15, 11-21, 21-17     |
| 2009        | Lee Chong Wei      | Park Sung-hwan              | 21-14, 21-13            |
| 2010        | Lee Chong Wei      | Boonsak Ponsana             | 21-13, 21-7             |
| 2011        | Lee Chong Wei      | Taufik Hidayat              | 21-8, 21-17             |
| 2012        | Lee Chong Wei      | Kenichi Tago                | 21-6, 21-13             |
| 2013        | Lee Chong Wei      | Sony Dwi Kuncoro            | 21-7, 21-8              |
| 2014        | Lee Chong Wei      | Tommy Sugiarto              | 21-19, 21-9             |
| 2015        | Chen Long          | Lin Dan                     | 20-22, 21-13, 21-11     |
| 2016        | Lee Chong Wei      | Chen Long                   | 21-13, 21-8             |
| 2017        | Lin Dan            | Lee Chong Wei               | 21-19, 21-14            |
| 2018        | Lee Chong Wei      | Kento Momota                | 21-17, 23-21            |
| 2019        | Lin Dan            | Chen Long                   | 9-21, 21-17, 21-11      |
| 2020– 2021  | nicht ausgetragen  | nicht ausgetragen           | nicht ausgetragen       |
| 2022        | Viktor Axelsen     | Kento Momota                | 21-4, 21-7              |
| 2023        | Viktor Axelsen     | Kodai Naraoka               | 21-6, 21-15             |
| 2024        | Anders Antonsen    | Shi Yuqi                    | 21-14, 21-13            |
| 2025        | Shi Yuqi           | Anders Antonsen             | 21-8, 21-15             |